# Neuilly-le-Réal
Pour les articles homonymes, voir Neuilly et Réal.
Neuilly-le-Réal est une commune française située dans le département de l'Allier, en région Auvergne-Rhône-Alpes.
Ses habitants sont nommés Neuillyssois.

## Géographie

### Localisation
Ses communes limitrophes sont :
| Toulon-sur-Allier | Montbeugny      | Chapeau    |
| Bessay-sur-Allier | Neuilly-le-Réal | Mercy      |
|                   | Gouise          | Saint-Voir |

### Hydrographie
Neuilly-le-Réal est arrosée par la Sonnante, affluent de l'Allier, dont le vallon verdoyant coupe le village en deux : à l'ouest se trouve le bourg, à l'est le faubourg situé le long de la route de Chapeau.

### Climat
Pour des articles plus généraux, voir Climat d'Auvergne-Rhône-Alpes et Climat de l'Allier.
En 2010, le climat de la commune est de type climat océanique dégradé des plaines du Centre et du Nord, selon une étude du CNRS s'appuyant sur une série de données couvrant la période 1971-2000. En 2020, Météo-France publie une typologie des climats de la France métropolitaine dans laquelle la commune est exposée à un climat océanique altéré et est dans la région climatique Centre et contreforts nord du Massif Central, caractérisée par un air sec en été et un bon ensoleillement.
Pour la période 1971-2000, la température annuelle moyenne est de 10,9 °C, avec une amplitude thermique annuelle de 16 °C. Le cumul annuel moyen de précipitations est de 757 mm, avec 10,9 jours de précipitations en janvier et 7,2 jours en juillet. Pour la période 1991-2020, la température moyenne annuelle observée sur la station météorologique de Météo-France la plus proche, sur la commune de Montbeugny à 9 km à vol d'oiseau, est de 11,7 °C et le cumul annuel moyen de précipitations est de 754,1 mm,. Pour l'avenir, les paramètres climatiques de la commune estimés pour 2050 selon différents scénarios d'émission de gaz à effet de serre sont consultables sur un site dédié publié par Météo-France en novembre 2022.

## Urbanisme

### Typologie
Au 1er janvier 2024, Neuilly-le-Réal est catégorisée commune rurale à habitat dispersé, selon la nouvelle grille communale de densité à 7 niveaux définie par l'Insee en 2022.
Elle est située hors unité urbaine. Par ailleurs la commune fait partie de l'aire d'attraction de Moulins, dont elle est une commune de la couronne,. Cette aire, qui regroupe 64 communes, est catégorisée dans les aires de 50 000 à moins de 200 000 habitants,.

### Occupation des sols

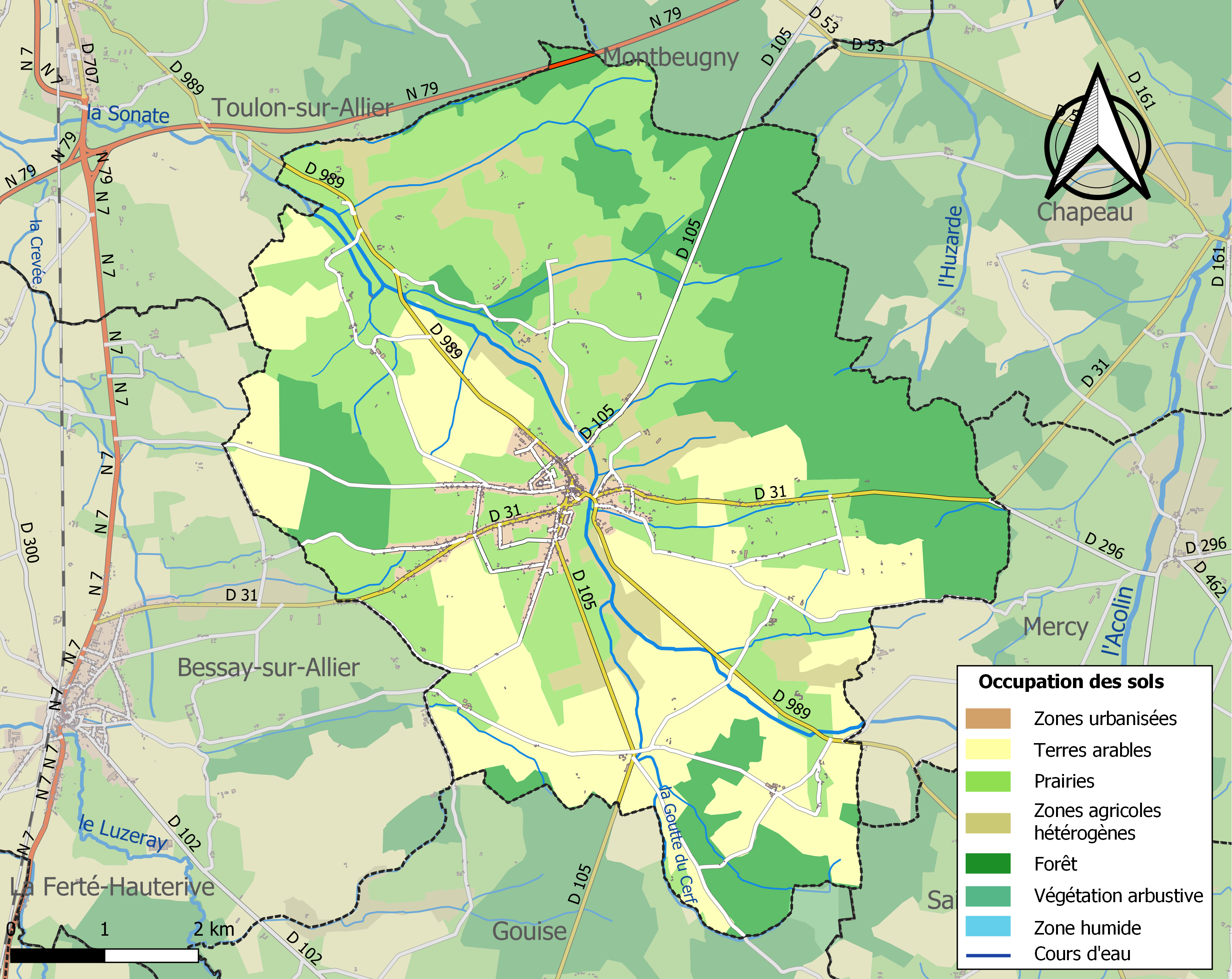
Carte des infrastructures et de l'occupation des sols de la commune en 2018 (CLC).

L'occupation des sols de la commune, telle qu'elle ressort de la base de données européenne d’occupation biophysique des sols Corine Land Cover (CLC), est marquée par l'importance des territoires agricoles (71,3 % en 2018), une proportion sensiblement équivalente à celle de 1990 (71,5 %). La répartition détaillée en 2018 est la suivante : 
prairies (35,8 %), terres arables (27,9 %), forêts (25,9 %), zones agricoles hétérogènes (7,5 %), zones urbanisées (2,8 %).
L'IGN met par ailleurs à disposition un outil en ligne permettant de comparer l'évolution dans le temps de l'occupation des sols de la commune (ou de territoires à des échelles différentes). Plusieurs époques sont accessibles sous forme de cartes ou photos aériennes : la carte de Cassini (XVIIIe siècle), la carte d'état-major (1820-1866) et la période actuelle (1950 à aujourd'hui).

## Histoire
La commune porta, pendant la Révolution française, le nom de Neuilly-sur-Sanne.

## Héraldique
|  | Les armes de la commune se blasonnent ainsi : D'azur au mur crénelé d'or, maçonné de sable et ouvert du champ, surmonté d'une couronne aussi d'or. |

## Politique et administration
| Période                                  | Période                      | Identité       | Étiquette | Qualité |
| ---------------------------------------- | ---------------------------- | -------------- | --------- | --- |
| Les données manquantes sont à compléter. |                              |                |           | |
| 1995                                     | 2017                         | Lucien Gonnot  | DVD       | Retraité de la fonction publique Conseiller général (2001-2015) Ancien vice-président du conseil général de l'Allier chargé des collèges, des transports (2001-2008) et des sports (2001-2004) Ancien vice-président de la communauté d'agglomération de Moulins chargé du développement économique (2000-2014) |
| 2017                                     | En cours (au 8 juillet 2020) | Hervé Baudoin, |           | Responsable d'un bureau d'études |

## Population et société

### Démographie
Les habitants de la commune sont appelés les Neuillyssois et les Neuillyssoises.
L'évolution du nombre d'habitants est connue à travers les recensements de la population effectués dans la commune depuis 1793. Pour les communes de moins de 10 000 habitants, une enquête de recensement portant sur toute la population est réalisée tous les cinq ans, les populations de référence des années intermédiaires étant quant à elles estimées par interpolation ou extrapolation. Pour la commune, le premier recensement exhaustif entrant dans le cadre du nouveau dispositif a été réalisé en 2004.

En 2022, la commune comptait 1 440 habitants, en évolution de −1,23 % par rapport à 2016 (Allier : −1,38 %, France hors Mayotte : +2,11 %).
| 1793 | 1800 | 1806 | 1821  | 1831  | 1836  | 1841  | 1846  | 1851  |
| ---- | ---- | ---- | ----- | ----- | ----- | ----- | ----- | ----- |
| 751  | 978  | 996  | 1 083 | 1 139 | 1 206 | 1 222 | 1 199 | 1 206 |

| 1856  | 1861  | 1866  | 1872  | 1876  | 1881  | 1886  | 1891  | 1896  |
| ----- | ----- | ----- | ----- | ----- | ----- | ----- | ----- | ----- |
| 1 353 | 1 449 | 1 553 | 1 752 | 1 929 | 2 139 | 2 177 | 2 151 | 2 080 |

| 1901  | 1906  | 1911  | 1921  | 1926  | 1931  | 1936  | 1946  | 1954  |
| ----- | ----- | ----- | ----- | ----- | ----- | ----- | ----- | ----- |
| 1 921 | 1 896 | 1 906 | 1 640 | 1 571 | 1 506 | 1 378 | 1 330 | 1 283 |

| 1962  | 1968  | 1975  | 1982  | 1990  | 1999  | 2004  | 2006  | 2009  |
| ----- | ----- | ----- | ----- | ----- | ----- | ----- | ----- | ----- |
| 1 254 | 1 205 | 1 084 | 1 201 | 1 287 | 1 303 | 1 324 | 1 343 | 1 372 |

| 2014  | 2019  | 2022  | - | - | - | - | - | - |
| ----- | ----- | ----- | - | - | - | - | - | - |
| 1 466 | 1 453 | 1 440 | - | - | - | - | - | - |

## Culture locale et patrimoine

### Lieux et monuments

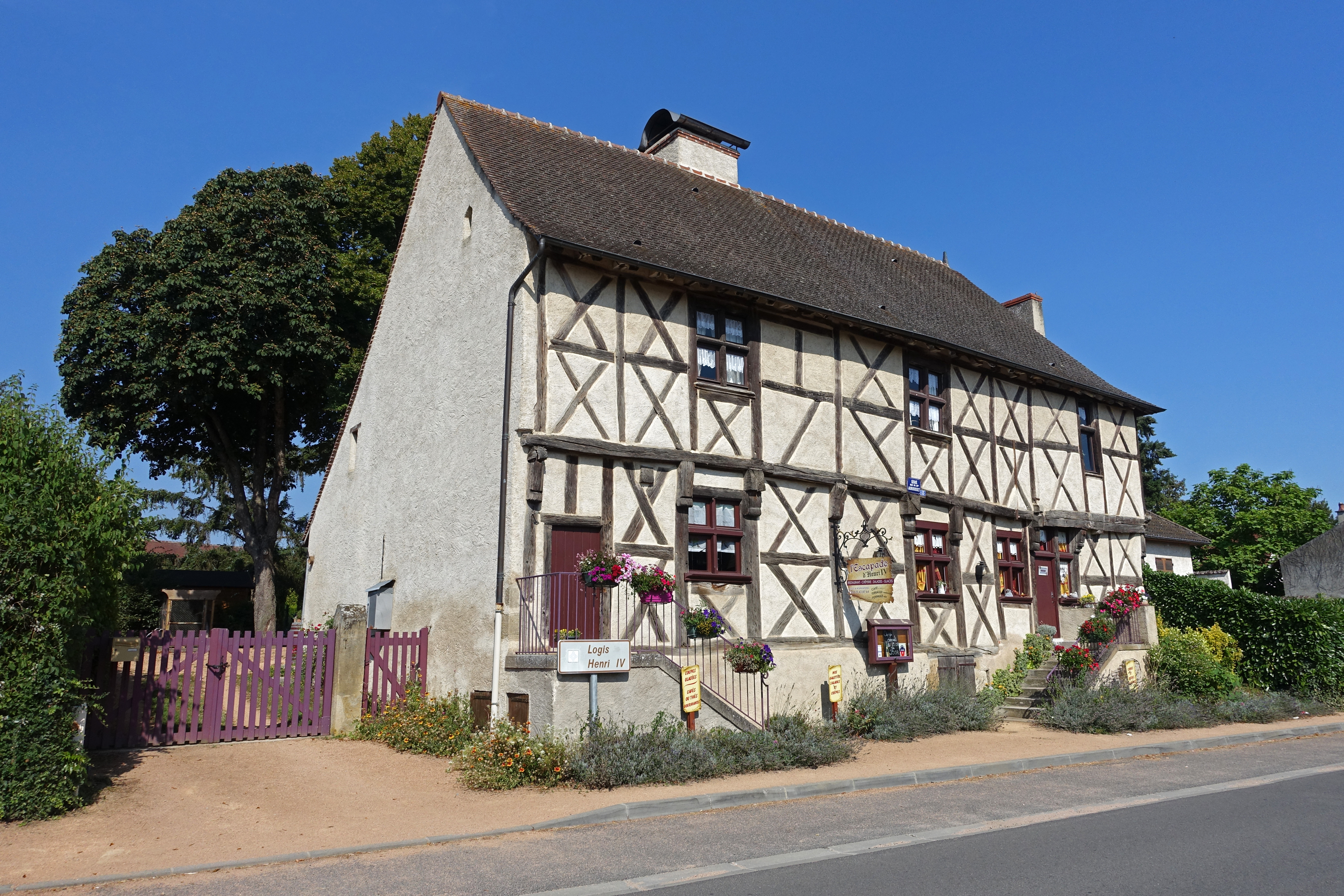
Le logis d'.

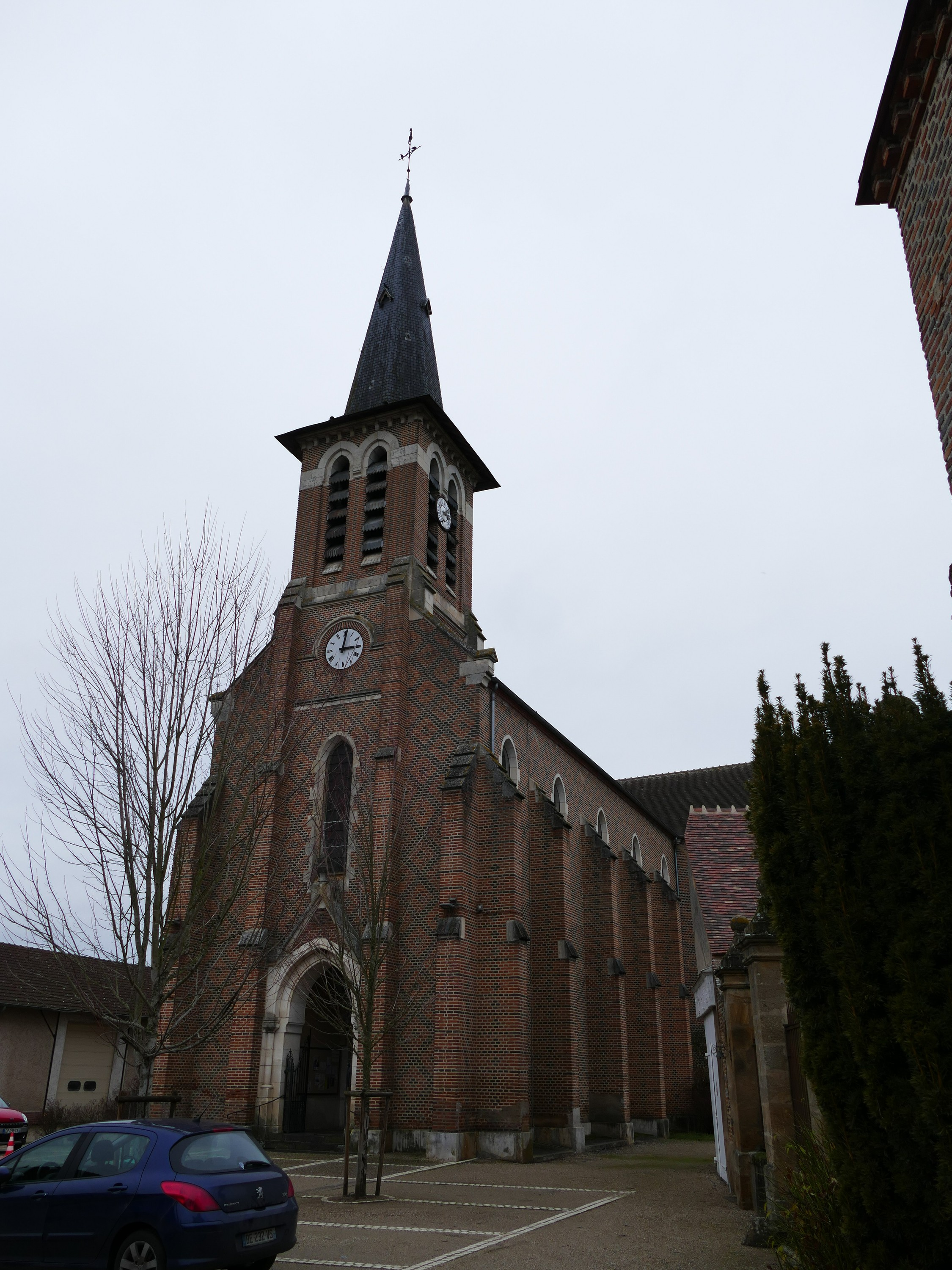
L'église Saint-Julien.

L'architecture du bourg de Neuilly-le-Réal se caractérise par l'emploi très présent des briques polychromes (nombreuses maisons, église, etc.).
- Le logis d'Henri IV, maison du XVIe siècle dont la façade et la toiture sont inscrits aux monuments historiques. Selon la tradition, le roi Henri IV y aurait retrouvé Gabrielle d'Estrées.
- La maison du fermier général des lazaristes du XVIIIe siècle en briques polychromes. En forme de « U », sa cour d'honneur s'ouvre par un grand portail sur la place de l'église. Édifiée  à partir de 1780, elle intègre un bâtiment antérieur issu du prieuré bénédictin qui préexistait. Cette construction correspond à l'apogée de la congrégation des lazaristes qui étaient seigneurs de Neuilly-le-Réal.
- L'église, consacrée à saint Julien de Brioude[21].
- Le château de Lécluse, inscrit au titre des monuments historiques depuis le 23 février 2012[22]. Le château situé à 1,5 km au nord-ouest du bourg a été reconstruit au XIXe siècle. De son passé médiéval, il subsiste une porte flanquée de tours (XVe siècle)[23].
- Le château du Fresne (ou du Frêne), des XVIIe et XIXe siècles, propriété de la famille d'Aboville[réf. souhaitée], inscrit aux monuments historiques le 1er octobre 2021[24].
- La maison des Gazons.

### Personnalités liées à la commune
- Louis de Lyvron (1835-1894), romancier et novelliste, mort à Neuilly-le-Réal.